# Восприятие риска
Субъективные суждения, установки, представления людей о тяжести тех или иных факторов риска. В социальной психологии феномен был открыт когда стала ясна разница между восприятием рисков специалистами (условно «объективными» оценками риска) и субъективными оценками широкой общественности. Данный феномен в англоязычной литературе принято называть perception gap, в русском языке на данный момент нет устоявшегося перевода данного словосочетания. Исторически феномен проявился в 60-70-е годы 20 века - во время активного развития атомной энергетики с одной стороны и становления антиядерного движения - с другой. Самой значимой из первых работ была публикация Chauncey Starr в 1969 году.
В дальнейшем было предложено несколько подходов для объяснения различий в восприятии рисков разными группами людей.

## Антропологический (социологический) подход
Родоначальниками подхода является антрополог Мэри Дуглас и политолог Аарона Вилдавски. По мнению авторов различия в восприятии рисков конструируются институтами, ценностями и образом жизни. Теория Дуглас и Вилдавски получила название культурологической теории риска, в ней выделяются 4 группы, отличающиеся различным восприятием риска: иерархисты, индивидуалисты, эгалитаристы и фаталисты.
Также в рамках данного подхода был замечено существование т.н. white male effect - тенденции менее привилегированных групп общества (менее образованных, менее богатых, цветных, женщин) более остро воспринимать риски, чем более привилегированные группы общества. Данный эффект был замечен на основе наблюдений за послевоенным американским обществом, но подтверждается и данными исследований в других странах, при этом набор предикторов может варьироваться.

## Междисциплинарный подход
Теория социальной амплификации (аттенуации) - объединяет наблюдения из психологии, социологии, антропологии, теории СМИ для объяснения усиления или ослабления восприятия рисков. Впервые предложена Касперсоном и др..